# دانتي هال
دانتي هال (بالإنجليزية: Dante Hall)‏ هو لاعب كرة قدم أمريكية أمريكي، ولد في 20 سبتمبر 1978 في لوفكين في الولايات المتحدة.

## وصلات خارجية
- دانتي هال على موقع مرجع كرة القدم المحترفة.كوم (الإنجليزية)
- دانتي هال على موقع إن إن دي بي (الإنجليزية)